# Mike Wilds
William Michael Wilds (n. 7 ianuarie 1946, London-Chiswick, Anglia) este un fost pilot britanic. A evoluat în Campionatul Mondial între anii 1974 și 1976.